# Товариство прихильників слов'янщини
Товари́ство прихи́льників слов'я́нщини (пол. Towarzystwo Przyjaciόł Słowiańszczyzny) — таємний польський громадсько-літературний гурток, заснований студентською молоддю Львівського університету (1821—1826). За свідченням Людвіка Набєляка, поштовх до його створення дали «історичні дослідження Зоряна Ходаковського на ниві слов'янщини, а крім того недавні, хоч і невдалі, політичні зусилля Пестеля і Муравйова», які надихнули молодь «слов'янським духом». Товариство ставило перед собою завдання збагачувати національну літературу, установлювати тісніші відносини дружби і доброзичливості між слов'янськими народами. Провідні діячі — Людвік Набєляк (керівник), Август Бельовський, Люціан Семенський. Члени товариства видали альманахи «Haliczanin» (1830), «Ziewonia» (т. 1, Львів, 1834; т. 2, Прага, 1837 — конфіскований цензурою, перевиданий у Страсбурзі 1839). Автори підтримували тісні творчі зв'язки з «Руською трійцею».